# Ciało niebieskie

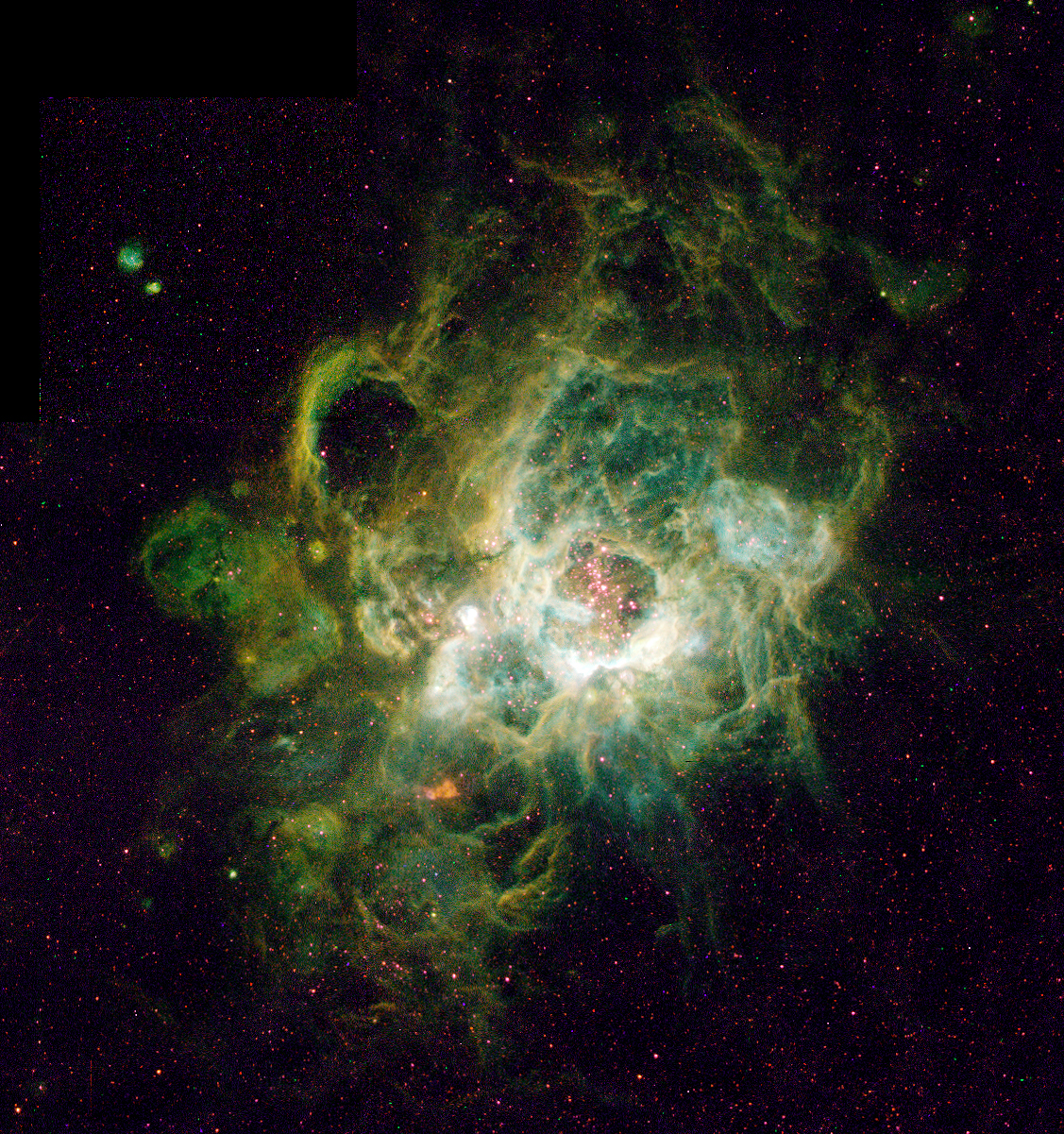
NGC 604 o promieniu 760 lat świetlnych

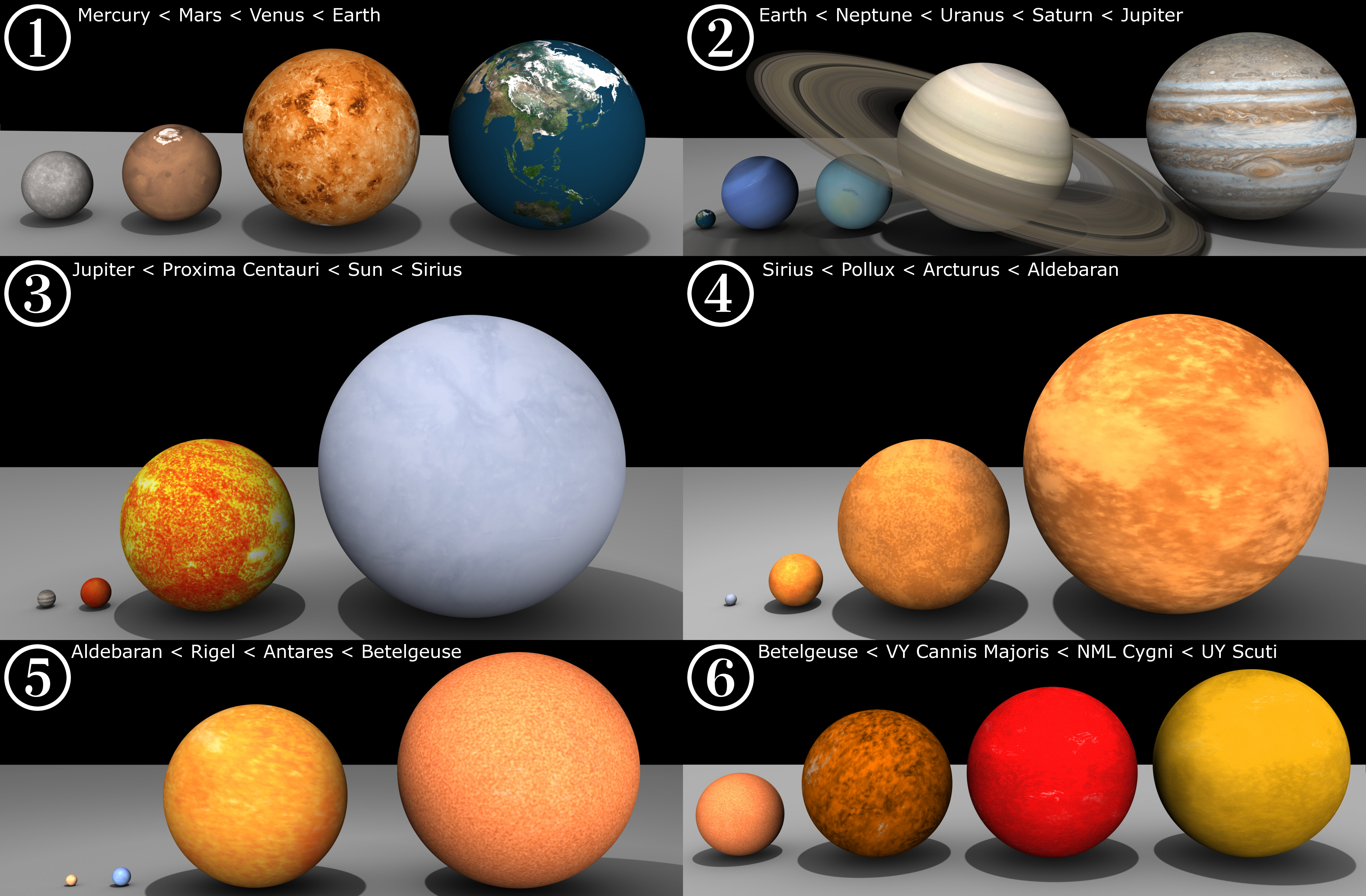
Porównanie wielkości wybranych ciał niebieskich
1. Merkury < Mars < Wenus < Ziemia
2. Ziemia < Neptun < Uran < Saturn < Jowisz
3. Jowisz < Wolf 359 < Słońce < Syriusz
4. Syriusz < Pollux < Arktur < Aldebaran
5. Aldebaran < Rigel < Antares < Betelgeza
6. Betelgeza < VY Canis Majoris < NML Cygni < UY Scuti

Ciało niebieskie – każdy naturalny obiekt fizyczny oraz układ powiązanych ze sobą obiektów lub ich struktur, występujący w przestrzeni kosmicznej poza granicą atmosfery ziemskiej. Ciała niebieskie są przedmiotem zainteresowania astronomii.
Wśród ciał niebieskich wyróżnia się następujące obiekty, układy i struktury (w skali od największych do najmniejszych):
- Wszechświat jako całość;
- Wielkie Pustki – rozmiary około 1 miliarda lat świetlnych; istnieją wątpliwości, czy można te obszary uznawać za ciała niebieskie, mimo że znajduje się w nich materia, bowiem jej gęstość jest bardzo mała;
- włókna (np. Wielka Ściana, Wielka Ściana Sloan), rozmiary około 250–500 mln lat świetlnych;
- supergromady galaktyk, rozmiary około 100 mln lat świetlnych lub więcej;
- gromady galaktyk, rozmiary od kilkunastu do kilkudziesięciu mln lat świetlnych;
- galaktyki, rozmiary od kilkunastu do kilkuset tysięcy lat świetlnych;
- materię międzygalaktyczną;
- kwazary;
- czarne dziury;
- białe dziury (hipotetyczne);
- ciemną materię;
- gromady gwiazd;
- gwiazdy, w tym: gwiazdy podwójne i gwiazdy wielokrotne;
- obiekty mgławicowe;
- materię międzygwiazdową;
- układy planetarne;
- planety;
- planety karłowate;
- małe ciała układów planetarnych, w tym: planetoidy, komety, meteoroidy oraz materię międzyplanetarną;
- księżyce planet i naturalne satelity planetoid.
- magnetary
- pulsary
- blazary

Hipotetyczne ciało niebieskie rozmiarów planety to obiekt synestialny.
Powyższy spis ciał niebieskich nie jest pełny, obejmuje jedynie najważniejsze kategorie.